# We Are One (Ole Ola)
«We Are One (Ole Ola)» es una canción grabada por el rapero cubano Pitbull para One Love, One Rhythm – El álbum oficial de la Copa Mundial de la FIFA 2014, escrita originalmente por la cantante australiana Sia. Es la canción oficial de la Copa Mundial de la FIFA 2014 y tiene vocales de la artista Jennifer Lopez, y de la cantante brasileña Claudia Leitte. La canción fue escrita por Pitbull, Thomas Troelsen, Lopez, Leitte, Daniel Murcia, Sia Furler, Lukasz "Dr. Luke" Gottwald, Henry "Cirkut" Walter, y RedOne, y la producción estuvo manejada por Dr. Luke, RedOne, Cirkut, y Troelsen. Aunque recibió revisiones positivas de la crítica, inicialmente la canción recibió algunas reacciones negativas de críticos brasileños sobre su carencia de sentimiento brasileño. Para cambiar esto, se lanzó otra versión y la música cambió ligeramente para acomodarse al estilo de percusiones del grupo Afro-brasileño Olodum, y dicha versión es la que fue utilizada para el video musical de la canción. "We are One" ha alcanzado éxito comercial, logrando figurar en la lista de top 20 en países como Austria, Francia, Alemania, Italia, España, y el país anfitrión de la Copa Mundial, Brasil.

## Antecedentes y lanzamiento
El 22 de enero de 2014, FIFA y Sony Music Entertainment anunciaron en conjunto que "We Are One (Ole Ola)" serviría como la canción oficial de la Copa mundial de fútbol de 2014. En dicha ocasión, Pitbull dijo, "estoy honrado de unirme a Jennifer Lopez y a Claudia Leitte en la Copa Mundial de la FIFA para unir a todo el mundo. Creo verdaderamente que este gran juego y el poder de la música nos ayudarán a unificarnos porque somos mejores cuando somos uno solo." Lopez dijo que Pitbull le pidió ayuda para unirse a la canción: "no puedo tomar crédito por esto. Esto era una de las llamadas para Pitbull. Tenía esa grabación, y dice algo como 'Creo que esta grabación sería muy buena para la Copa Mundial'. Él me pregunta '¿Te gustaría grabarla conmigo?' Y yo digo 'Claro, desde luego'." Una versión de solo de la canción que tiene sólo la voz de Pitbull se filtró en línea el 2 de febrero. El 8 de abril, Pitbull envió por Twitter un enlace de esta canción en la Tienda iTunes, lo cual marca el debut oficial de la canción.

## Recepción por la crítica
La canción fue recibida con críticas poco entusiastas. Carl Williott de Idolator opinó que la canción tiene demasiada influencia de Pitbull y no la suficiente de López ni de Leitte. Sin embargo, admitió que aun así la canción es una mejora comparada con la canción de Shakira  "Waka Waka (Esto es África)", la canción oficial de la Copa mundial de fútbol 2010. El sitio Fuse.tv mencionó que, de forma parecida a "Waka Waka", la canción "combina el sentir del país anfitrión del torneo con un sonido pop, accesible y excitante que tiene un encanto instantáneo". Judy Cantor-Navas de Billboard describió la canción como "sorprendentemente breezy", mientras que Spin anotó que contiene "el rah-rah de unidad internacional que esperarías para una canción de la Copa Mundial". Luís Antônio Giron de Época criticó al álbum diciendo que "quizás estoy en lo incorrecto y Brasil sólo quiere ser lo mismo que la FIFA quiere que sea. Brasil ha sido fifalizado". Y alabó la música producida en Miami como una "bomba en cualquier pista."
La canción ha recibido críticas de fanes brasileños y seguidores del fútbol acerca de su tono y letra, en particular al etiquetar a la letra y al video como "una gran pila de clichés" así como el no hacer homenaje al rico patrimonio musical de Brasil. Esta crítica ha señalado que hay muy poco idioma portugués en la letra, y los críticos han declarado su confusión sobre cual es la razón por la cual "el rapero cubano-americano Pitbull y la cantante puertorriqueña nacida en el Bronx, Jennifer Lopez, fueron escogidos para la canción, cuando hay muchos otros grandes músicos en la tierra de la bossa nova", así como su "refuerzo de estereotipos con niños descalzos y sonrientes; así como mujeres semidesnudas bailando samba".

## Video musical
En febrero de 2014, Pitbull, Leitte y Lopez grabaron el video musical de "We Are One (Ole Ola)" con Olodum en Fort Lauderdale, Florida, Estados Unidos. Su concepto era simular el Carnaval en su país de origen Brasil con la mezcla de Olodum usada como la banda sonora. Éste fue lanzado el 16 de mayo de 2014. En junio de 2015 el vídeo ha recibido más de 390 millones de vistas. Actualmente cuenta con más de 600 millones de visitas en YouTube.

## Presentaciones en vivo

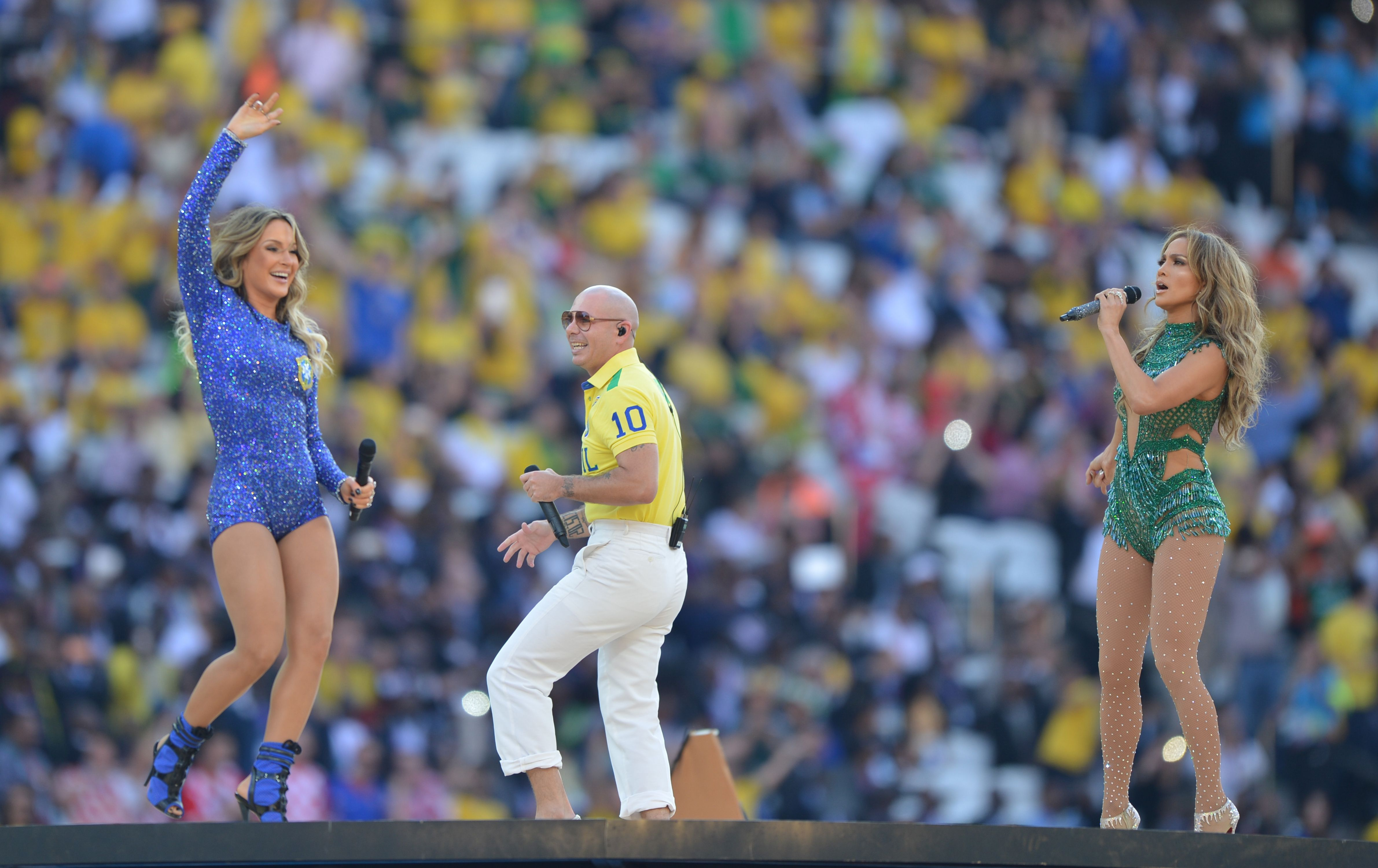
Interpretación en la ceremonia de apertura.

Pitbull, Lopez y Leitte interpretaron "We Are One (Ole Ola)" en los Billboard Music Awards 2014 el 18 de mayo de 2014. También interpretaron la canción en la ceremonia de inauguración de la Copa Mundial FIFA 2014 el 12 de junio en Arena Corinthians, São Paulo, previo al partido Brasil v. Croacia, precedido por Leitte la interpretación solitaria del clásico de Ary Barroso, "Aquarela do Brasil". Sin embargo, debido al ruido hecho por los bailarines y la pobre acústica del estadio, varios espectadores tuvieron problema para escuchar las vocales.

## Lista de canciones
- CD Sencillo alemán

1. "We Are One (Ole Ola)" (featuring Jennifer Lopez and Claudia Leitte) – 3:42
2. "We Are One (Ole Ola)" (featuring Jennifer Lopez and Claudia Leitte) (Olodum mix) – 3:56

- Descarga digital[20]

1. "We Are One (Ole Ola)" (featuring Jennifer Lopez and Claudia Leitte) – 3:42

- Descarga digital — remix[21]

1. "We Are One (Ole Ola)" (featuring Jennifer Lopez and Claudia Leitte) (Olodum mix) – 3:56

- Descarga digital — versión de la ceremonia de apertura[22]

1. "We Are One (Ole Ola)" (featuring Jennifer Lopez and Claudia Leitte) (Opening Ceremony Version) – 5:21

## Posicionamiento en listas
| Listat (2014)                             | Máxima posición |
| ----------------------------------------- | --------------- |
| Alemania (Offizielle Deutsche Charts)     | 6               |
| Austria (Ö3 Austria Top 40)               | 6               |
| Bélgica (Flandes) (Ultratop 50)           | 2               |
| Bélgica (Valonia) (Ultratop 50)           | 1               |
| Brasil (Brasil Hot 100)                   | 19              |
| Canadá (Canadian Hot 100)                 | 51              |
| CIS Airplay (TopHit)                      | 90              |
| Dinamarca (Tracklisten)                   | 16              |
| Escocia (Scottish Singles Sales Chart)    | 27              |
| Eslovaquia (Rádio Top 100)                | 40              |
| Eslovaquia (Singles Digitál Top 100)      | 40              |
| España (Top 100 Canciones)                | 4               |
| Estados Unidos (Billboard Hot 100)        | 59              |
| Estados Unidos (Latin Airplay)            | 13              |
| Estados Unidos (Latin Pop Airplay)        | 14              |
| Francia (SNEP)                            | 3               |
| Hungría (Rádiós Top 40)                   | 23              |
| Hungría (Single Top 40)                   | 1               |
| Irlanda (IRMA)                            | 24              |
| Israel (Media Forest)                     | 2               |
| Japón (Japan Hot 100)                     | 12              |
| Noruega (VG-lista)                        | 15              |
| Países Bajos (Dutch Top 40)               | 9               |
| Países Bajos (Mega Single Top 100)        | 9               |
| Polonia (Polish Airplay Top 100)          | 3               |
| Reino Unido (UK Singles Chart)            | 29              |
| República Checa (Rádio Top 100)           | 16              |
| República Checa (Singles Digitál Top 100) | 29              |
| Suecia (Sverigetopplistan)                | 52              |
| Suiza (Schweizer Hitparade)               | 2               |
| Ucrania (Tophit)                          | 71              |

## Certificaciones
| País | Certificación | Ventas     |
| --- | ------------- | ---------- |
| Alemania (BVMI) | Oro           | 150 000^   |
| Italia (FIMI) | Platino       | 30 000‡    |
| México (AMPROFON) | Oro           | 30 000*    |
| España (PROMUSICAE) | Oro           | 30 000‡    |
| Suiza (IFPI Suiza) | Oro           | 15 000^    |
| Estados Unidos (RIAA) | Oro           | 500 000‡   |
| Streaming |               |            |
| Dinamarca (IFPI Dinamarca) | Oro           | 1 300 000† |
| España (PROMUSICAE) | Platino       | 8 000 †    |
| *Cifras de ventas basadas únicamente en la certificación. ^ Las cifras de envíos se basan únicamente en la certificación. ‡ Ventas+las cifras de streaming se basan únicamente en la certificación. † Cifras de streaming basadas únicamente en la certificación. |               |            |

## Historia de lanzamientos
| País     | Fecha               | Formato          | Casa |
| -------- | ------------------- | ---------------- | ---- |
| Alemania | 8 de abril de 2014  | Descarga digital | Sony |
| Italia   | 18 de abril de 2014 | Radio mainstream | Sony |
| Alemania | 9 de mayo de 2014   | CD sencillo      | Sony |

## Créditos y personal
Grabación
- Ingeniería en el Al Burna's Extreme Mobile Recording Studio; eightysevenfourteen Studios, Los Ángeles, California; Luke's in the Boo, Malibu, California; Miami Lights Studio, Miami, Florida; y Delta Lab Studios, Copenhague, Dinamarca
- Pitbull grabó los vocales en Al Burna's Extreme Mobile Recording Studio, Santo Domingo, República Dominicana
- Mezclado en MixStar Studios, Virginia Beach, Virginia
- Mastered En Sterling Sound, Ciudad de Nueva York, Nueva York

Personal

| - Armando C. Pérez – compositor, voz - Thomas Troelsen: compositor, productor, instrumentos, programación, coros adicionales, silbato - Jennifer Lopez - compositora, voz - Claudia Leitte – compositora, voz - Daniel Murcia – compositor - Sia Farler – Sonwaritt - Lukasz "Dr. Luke" Gottwald - compositor, productor, instrumentos, programación, coros adicionales - Henry "Cirkut" Walter: compositor, productor, instrumentos, programación, coros adicionales | - Nadir Khayat – Sanwarit - Al Burna - ingeniero, grabación vocal de Pitbull - Rachael Findlen – ingeniera - Clint Gibbs – ingeniero - Cameron Montgomery – ingeniero asistente - Serban Ghenea – mezclador - John Hanes – ingeniero de mezcla - Chris Gehringer – Masterización |